# Мюзикл «Ті, що співають у терні»
The Thorn Birds — музична адаптація однойменного роману Коллін Маккалоу 1977 року, який був створений в 2009 році. Тексти пісень написала сама Маккалоу, музику — Глорія Бруні, композиторка німецького походження, а режисером став Майкл Богданов. Створенням мюзиклу займалася Wales Theatre Company.
У мюзиклі знялися Метью Гудгейм, британського походження, у ролі отця Ральф де Брикассара, Гелен Анкер у ролі Меггі Клірі та Пітер Керрі, актор уельського походження, в ролі кардинала ді Конті-Верчезе. 
До акторського складу також увійшли Андреа Міллер, Кіран Браун, Ієан Ріс, Філіп Гарріс, Річард Мандей і Ллінос Деніел.

## Зовнішні посилання
- Офіційний сайт мюзиклу